# Girabola 1987
Der Girabola 1987 war die neunte Saison des Girabola, der höchsten Spielklasse im Fußball in Angola. Es nahmen 14 Mannschaften teil, die je zweimal gegeneinander anzutreten hatten. Auf Grund von Unwettern und Sicherheitsproblemen im Zusammenhang mit dem angolanischen Bürgerkrieg (1975–2002) konnten nicht alle Spiele stattfinden und wurden daher nicht gewertet. Auch der Grund für den Abstieg des Progresso do Sambizanga statt des Dínamo Kwanza Sul am Saisonende ist nicht vermerkt.
Petro Luanda aus der Hauptstadt Luanda gewann erneut die Meisterschaft. Er gewann zudem den angolanischen Pokal und danach den angolanischen Supercup.
Torschützenkönig wurde Huílas Stürmer Mavó mit 20 Treffern.

## Tabelle
| Pl. | Verein                      | Spiele | Siege | Unent- schied. | Nieder- lagen | Tore    | Punkte |
| --- | --------------------------- | ------ | ----- | -------------- | ------------- | ------- | ------ |
| 1   | Petro de Luanda (M)         | 25     | 16    | 5              | 4             | 51 : 17 | 37     |
| 2   | Petro do Huambo             | 25     | 11    | 11             | 3             | 43 : 22 | 33     |
| 3   | CD Primeiro de Agosto       | 25     | 14    | 5              | 6             | 45 : 27 | 33     |
| 4   | GD Interclube (P)           | 25     | 11    | 10             | 4             | 42 : 34 | 32     |
| 5   | Ferroviário da Huíla        | 24     | 9     | 10             | 5             | 39 : 34 | 28     |
| 6   | FC Cabinda                  | 25     | 11    | 5              | 9             | 34 : 24 | 27     |
| 7   | Primeiro de Maio            | 24     | 7     | 9              | 8             | 22 : 25 | 23     |
| 8   | GD Sagrada Esperança        | 23     | 8     | 6              | 9             | 29 : 26 | 22     |
| 9   | Desportivo TAAG             | 24     | 6     | 10             | 8             | 34 : 39 | 22     |
| 10  | Progresso do Sambizanga (N) | 25     | 8     | 4              | 13            | 31 : 42 | 20     |
| 11  | Mambroa SC                  | 25     | 5     | 10             | 10            | 24 : 38 | 20     |
| 12  | Desportivo Chela            | 25     | 5     | 9              | 11            | 23 : 44 | 19     |
| 13  | Dínamo Kwanza Sul (N)       | 23     | 6     | 6              | 10            | 19 : 35 | 18     |
| 14  | União Bié (N)               | 24     | 3     | 2              | 19            | 20 : 49 | 8      |

| (M) | amtierender angolanischer Meister     |
| (P) | amtierender angolanischer Pokalsieger |
| (N) | Neuaufsteiger der letzten Saison      |